# ジュエルペット スウィーツダンスプリンセス
『映画ジュエルペット スウィーツダンスプリンセス』は、サンリオとセガトイズによるキャラクターであるジュエルペットから派生した日本の劇場用アニメ作品である。2012年8月11日公開。同時上映は『おねがいマイメロディ 友&愛』。キャッチコピーは「お菓子の国スウィーツランドへ　みんないっしょにレッツダンス♪」。

## 概要
2009年からテレビアニメ放送されている『ジュエルペット』シリーズの初劇場作品。ストーリーはテレビシリーズ各作品とは関係なく、メインスタッフも異なる。オープニングでは『ジュエルペット サンシャイン』以前のシリーズに登場した人間キャラがカメオ出演している。上映当時発表されていたジュエルペット39体とスウィーツペット12体に加え、本作で初登場となる新規スウィーツペット「グミミン」を加えた全52体の動物キャラクターが登場する。主題歌は『ジュエルペット きら☆デコッ!』同様芦田愛菜が担当し、本作のゲストキャラクター「マーナ姫」として声優出演も行う。東宝映像事業部が配給を行ったアニメーション映画としては、『紙兎ロペ』に続いて2作目である。
2014年1月4日、テレビ東京とテレビ大阪でテレビ初放送。AT-Xが製作委員会に参加しているが、CS放送ではテレビシリーズ各作品を放送しているキッズステーションで放送された。

## ストーリー
ルビーたちジュエルペットは、お隣の国スウィーツランドの王女マーナ姫の誕生日パーティーでダンスを披露するため、スウィーツランドに赴く。パーティーの準備の最中、空からグミが降ってくる。そこから出てきたのは謎のスウィーツペットの男の子だった。記憶を失ったそのスウィーツペットをルビーはパクくんと名付けた。パクくんはマーナ姫に用意されていたバースデーケーキをすべて平らげてしまったため、ルビー達ジュエルペットはスウィーツペットと力を合わせて新しいバースデーケーキの製作に奮闘する。一方マーナ姫から婚約を拒否されたクレーム・ド・ブリュレ公爵は彼女に復讐するため、ある計画を進めていた。果たしてマーナ姫の誕生日パーティーは無事に開催されるのか？

## 登場キャラクター

### ジュエルペット
以下は本作のメインとなるジュエルペット。他のジュエルペットに先行してスウィーツランドを訪れた。
ルビー
声 - 齋藤彩夏
主人公。ポジティブだが抜けている性格。
冒頭ではダンスの練習を忘れていたが、ひょんなことからダンスでセンターを務めることになった。
記憶を失ったグミミンを「パクくん」と名付け、交流を深めていく。
ガーネット
声 - 平野綾
冒頭ではダンスのセンターの座を巡ってサフィーともめていた。
サフィー
声 - ささきのぞみ
冒頭ではダンスのセンターの座を巡ってガーネットともめており、腹黒い一面を見せた。
ラブラ
声 - 沢城みゆき
語尾は「〜らぶ」。絶大な魔法力の持ち主で、泣き出すと力を暴走させてしまう。
エンジェラ
声 - 豊崎愛生
語尾は「〜パカ」。本作でもラブラとペアで行動している。
サンゴ
声 - 清水愛
口調は語尾に「〜にゃん」。スウィーツ好きということでスウィーツランドの光景に誰よりも興奮していた。
なお、劇中ではシリーズ恒例の台詞「スウィーツ大好きサンゴにゃん」をラブラとエンジェラも発している（その際の台詞は「スウィーツ大好き（名前）（語尾）」となる）。
チャロット
声 - MAKO
口調は語尾に「〜だっちゃ」。
ジャスパー
声 - KENN
スウィーツランドへ行く途中では『サンシャイン』同様に門を開く役目を果たした。

### その他のジュエルペット
以下のジュエルペットは台詞が存在するもののストーリーに関わっていない。
ペリドット
声 - 甲斐田ゆき
ルビー達には同行しなかったため、出番は少ない。口調は「〜デース」など西洋かぶれ。写真撮影が趣味。
『てぃんくる☆』のように耳を使って飛行できる。
オパール
声 - 沢城みゆき
ストーリーにはほとんど関わらず、出番・台詞ともに僅少であった。
イオ
声 - ささきのぞみ
オパールと同様、本作では出番・台詞はほとんどない。
キング
声 - 木内秀信
アバンタイトルでタンスを持って登場し、ルビーと会話した。「〜ダス」という口調やタンスをきっかけにルビーはダンスの練習の件を思い出した。

### スウィーツペット
グミミンとショコラを除く以下のスウィーツペットは王城で働いており、ルビー達と協力して新しいバースデーケーキを製作する。
さくらん
声 - 日高里菜
桜餅の女の子。スウィーツペットの中心的存在で、王城へとやってきたジュエルペットを出迎えた。語尾は「〜もち」。
グミミン
声 - 小林由美子
本作で新登場のスウィーツペット。グミの男の子。クリーム・ド・ブリュレ伯爵の命でショコラの放ったグミの砲弾から現れた。
巨大なマーナ姫のバースデーケーキを一瞬で全部平らげるほど食欲旺盛。
王城にぶつかった衝撃で記憶を喪失しており、ルビーから「パクくん」（パクパク食べるということから）と名付けられた。
その正体はキャンディタワーを守護する伝説のスウィーツペットで、キャンディタワーが破壊されると巨大な怪物と化し、際限ない食欲でスウィーツランドを破壊する。
ドナドナ
声 - 藤田咲
ドーナツの男の子。口癖は語尾に「〜ドナ」。王城に仕えるスウィーツペットでは唯一の男の子。
エクレン
声 - 斎藤千和
エクレアの女の子。さくらんやマカロニアと共にジュエルペットを出迎えたが、ジュエルペット（特にルビー）のことをよく思っておらず、否定的な言動をとる。
マカロニア
声 - 松来未祐
マカロンの女の子。マーナ姫のバースデーケーキを持って、王城に訪れたジュエルペットたちを出迎えた。
プリンキー
声 - 向井萌恵
メロリーナ
声 - 大亀あすか
メロンパンの女の子。
ハニー
声 - 松藤愛奈
ショコラ
声 - 三宅麻理恵
チョコレートアイスクリームの女の子。クレーム・ド・ブリュレ公爵の配下。
目的のためなら手段を選ばない冷徹な性格。一方でブリュレの名前を呼ぶたびに噛んでしまいつっこまれる（そのため結局は「坊ちゃま」と呼んでいる）。

#### マカロン4兄弟
全員ブリュレの配下。ブリュレの命で暗躍するが、間が抜けており、失敗が多い。
マコ
声 - MAKO
長女。マカロン4兄弟のリーダー格。
カコ
声 - 三宅麻理恵
4兄弟の長男。
ロコ
声 - 大亀あすか
4兄弟の次女。
コロン
声 - 藤田咲
4兄弟の次男にして末っ子。

### お菓子の国（スウィーツランド）
マーナ姫
声 - 芦田愛菜
スウィーツランドの王女。劇中で7歳の誕生日を迎える。
結婚については「愛し合う者同士がするもの」という考えを持っており、クレーム・ド・ブリュレとの婚約を破棄した。
お菓子は食べるのも作るのも好きと語る他、漫画を描くことが趣味。
国王
声 - チョー
「〜だぞよ」という語尾が特徴の国王。デフォルメされた容姿をしている。
マーナ姫とブリュレを政略結婚させようと考えていたが、拒否された。
王妃
声 - 西村ちなみ
穏やかな物腰の王妃。国王や大臣とは異なり、リアルな外見をしており、口調も丁寧である。
モンブラン大臣
声 - 松山鷹志
「〜であ〜る」という語尾が特徴の大臣。国王同様デフォルメされた容姿である。
パクくんの正体を怪しんでおり、影で彼について調査を進める。
クレーム・ド・ブリュレ公爵
声 - 下和田ヒロキ
マーナ姫の婚約者だった公爵家の少年。しかし、マーナ姫に婚約を破棄されたことを知り、彼女に復讐するためグミミンを利用しようと暗躍する。

### その他の登場キャラクター
ジュエリーナ
声 - 清水愛
容姿と声優は『きら☆デコッ!』と同一となっている。
ジュエルペット達のダンスの練習中に姿を見せる。
侍従長
声 - 下崎紘史
ジュエリーナの配下で、ダンスの練習を指揮する。

#### 過去のシリーズからの登場キャラクター
※ いずれも声の出演はないが、オープニング映像中にカメオ出演する。服装はいずれも過去のシリーズでスタンダードであった制服や私服となっている。
水城 花音（みずしろ かのん）
「ジュエルペットサンシャイン」よりダンスコーチとして登場。レッスンスタジオでジュエルペットたちにダンスを教えた後、スタジオを出てゆく。
ネジ川 テツオ（ねじかわ てつお）
「ジュエルペットサンシャイン」より。オープニングの最初にロケットモードでジュエルランドの空を飛んでゆく。また、タイトル表示直前にスペースシャトル風の車に変形した姿で、りんこ・みなみ・あおいを乗せてレッスンスタジオ前を通り過ぎてゆく。なお、テツオの上半身は変形せず、車の後部座席に左手を挙げて乗っている。
桜 あかり（さくら あかり）
「ジュエルペット てぃんくる☆」より。ジュエルランド内で祐馬とデートをしており、ワゴン販売で買ったジュースを祐馬に渡した直後、上空を飛び去るルビーを目撃。祐馬と顔を見合わせて笑った後、二人で立ち去ってゆく。
神内 祐馬（じんない ゆうま）
「ジュエルペット てぃんくる☆」より。ジュエルランド内であかりとデートをしており、あかりからジュースを受け取った直後、上空を飛び去るルビーを目撃。あかりと顔を見合わせて笑った後、ジュースを飲みながらあかりと立ち去ってゆく。
紅玉 りんこ（こうぎょく りんこ）
「ジュエルペット」より。タイトル表示直前のレッスンスタジオ前を通り過ぎるテツオが変形した車の前部座席の一番前に乗り、ハンドルを握っている。
有栖川 あおい（ありすがわ あおい）
「ジュエルペット」より。タイトル表示直前のレッスンスタジオ前を通り過ぎるテツオが変形した車の前部座席の真ん中に乗り、両手で頬を挟んで目を輝かせている。
朝岡 みなみ（あさおか みなみ）
「ジュエルペット」より。タイトル表示直前のレッスンスタジオ前を通り過ぎるテツオが変形した車の前部座席の一番後ろに乗り、楽しそうに右手を高々と掲げている。

## スタッフ
- 原作 - サンリオ・セガトイズ
- 監修 - 森脇真琴
- 監督 - 桜井弘明
- 脚本 - 山田隆司
- 絵コンテ - 桜井弘明、福田道生
- 演出 - 島崎奈々子、徳本善信、桜井弘明
- キャラクターデザイン・総作画監督 - 宮川知子、小田嶋瞳
- デザインワークス - 下地なるみ
- 作画監督 - 一川孝久、しんぼたくろう、野田康行、飯田清貴
- ゲストキャラ作画監督 - 伊部由起子、藤田まり子
- 美術監督 - 相原澄子、武藤正敏
- 色彩設計 - 大槻ひろ子
- 撮影監督 - 五十嵐慎一
- CGディレクター - 佐藤淳也
- 編集 - 中葉由美子
- 音響監督 - 岩浪美和
- 音楽 - 前口渉
- 音楽制作 - ユニバーサルミュージック、ウィーヴ、東宝ミュージック
- 音楽ディレクター - 甲克裕（Smile Company Ltd.）
- テーマ音楽プロデューサー - 村上葉子
- プロデューサー - 可知秀幸、高橋敦司
- アニメーションプロデューサー - 茂垣弘道、別府幸司
- アニメーション制作 - スタジオコメット
- アニメーション制作協力 - ブリッジ
- アニメーション製作 - ウィーヴ
- 製作 - 映画ジュエルペット製作委員会（ウィーヴ、サンリオ、バンダイ、AT-X、東宝、ショウワノート、創通、セガトイズ、テレビ大阪、テレビ東京、テレビ東京メディアネット、小学館、フリュー）
- 配給 - 東宝映像事業部

## 主題歌
オープニングテーマ『夢の魔法』
作詞 - 渡辺なつみ、作曲 - 野中博史、歌 - 芦田愛菜（ユニバーサルミュージック）
主題歌『ずっとずっとトモダチ』
作詞 - 浅利進吾・渡辺なつみ、作曲 - 浅利進吾、編曲 - h-wonder、歌 - 芦田愛菜
本編終盤で挿入歌として流された後、もう一度エンドロールとして使用され、登場キャラクター全員がダンスする。
スタッフロールは本作と『おねがいマイメロディ 友&愛』のスタッフがまとめて流される（後述）。

## おねがいマイメロディ 友&愛
『おねがいマイメロディ 友&愛』は、『映画ジュエルペット スウィーツダンスプリンセス』と同時上映の『おねがいマイメロディ』シリーズの短編アニメ作品。ストーリーは『おねがいマイメロディ』テレビシリーズとの関連はなく、登場キャラクターも夢ヶ丘の人間などは登場せず、ほぼマイメロディ、クロミ、バクのみで展開されていく。また同時上映の『ジュエルペット』との関連があり、メタフィクションの要素もある。
本編終了と同時に『ジュエルペット』本編が始まる構成となっており、本作のスタッフクレジットは同時上映の『ジュエルペット』のエンディングで実施されている。

### ストーリー（マイメロディ）
湖の畔にキャンプへとやってきたクロミとバク。同じように他のみんなとキャンプへとやってきたマイメロディも一緒にいながらも、二人でバーベキューを楽しもうとするが、肝心の材料を忘れてきてしまう。同じくバーベキューで材料を調理していたマイメロディの姿を見て、二人は彼女から材料を奪おうとするのだが…。

### 登場キャラクター （マイメロディ）
- マイメロディ - 佐久間レイ
- クロミ - 竹内順子
- バク - 前田登

### スタッフ（マイメロディ）
- 原案 - サンリオ
- 監督・絵コンテ・演出 - 大久保政雄
- 監修 - 森脇真琴
- 脚本 - 山田隆司
- キャラクターデザイン - 宮川知子
- 作画監督 - 野田康行
- 動画チェック - 田邊瑶子
- 美術監督 - 福田和矢、塩谷真実子
- 色彩設計 - 石黒文子
- 撮影監督 - 五十嵐慎一
- 編集 - 村井秀明
- アニメーションプロデューサー - 茂垣弘道、小竿俊一
- アニメーション制作 - スタジオコメット
- 配給 - 東宝映像事業部

## サウンドトラック
「映画ジュエルペット スウィーツダンスプリンセス」サウンドトラック（2012年8月8日発売。ユニバーサルミュージック）
| 収録曲（タイトル）／作曲など | 収録曲（タイトル）／作曲など                  | 収録曲（タイトル）／作曲など |
| ---------------------------- | --------------------------------------------- | ---------------------------- |
| 01                           | 夢の魔法                                      | 前口渉                       |
| 02                           | タンス日和                                    | 前口渉                       |
| 03                           | JEWEL FLASH JINGLE                            | 前口渉                       |
| 04                           | ダンスレッスン真っ最中                        | 前口渉                       |
| 05                           | 行ってきま～す!                               | 前口渉                       |
| 06                           | スウィーツ・ワルツ                            | 前口渉                       |
| 07                           | スウィーツランド城                            | 前口渉                       |
| 08                           | マーナ姫登場                                  | 前口渉                       |
| 09                           | 習わしだからでは「イヤ!」です                 | 前口渉                       |
| 10                           | でっかいバースデイケーキ                      | 前口渉                       |
| 11                           | 僕は公爵さま                                  | 前口渉                       |
| 12                           | 優雅にケーキカット                            | 前口渉                       |
| 13                           | 突然! ナゾペット                              | 前口渉                       |
| 14                           | スウィーツ作りならスウィーツペット            | 前口渉                       |
| 15                           | ブリュレって言えるかい?                       | 前口渉                       |
| 16                           | スウィーツペットとジュエルペット              | 前口渉                       |
| 17                           | マーナ姫とスウィーツペット                    | 前口渉                       |
| 18                           | 生クリームブリュッ!                           | 前口渉                       |
| 19                           | 笑っちゃったもっちー                          | 前口渉                       |
| 20                           | 食べちゃダメだよ                              | 前口渉                       |
| 21                           | スウィーツランド観光案内                      | 前口渉                       |
| 22                           | OH! なんてことだー!                           | 前口渉                       |
| 23                           | 魔法のほうきでひとっ飛び                      | 前口渉                       |
| 24                           | おみやげ集めちゃうよ                          | 前口渉                       |
| 25                           | 遊園地のテーマ                                | 前口渉                       |
| 26                           | スウィーツ食べ放題                            | 前口渉                       |
| 27                           | ルビーとパクくん                              | 前口渉                       |
| 28                           | ちょっと変だよキャンディータワー              | 前口渉                       |
| 29                           | でっかいチョコが落ちて来た                    | 前口渉                       |
| 30                           | 伝説のスウィーツペットグミミン                | 前口渉                       |
| 31                           | グミミン暴走                                  | 前口渉                       |
| 32                           | スウィーツフラッシュ!                         | 前口渉                       |
| 33                           | 僕、思い出したグミ                            | 前口渉                       |
| 34                           | グミミンはパクくんなんだよ                    | 前口渉                       |
| 35                           | ずっとずっとトモダチ（TVサイズ ～映画VER.～） | 前口渉                       |

## 映像ソフト
DVD - 2013年1月11日レンタル開始、同年1月25日発売。
- 本編76分（ジュエルペット63分、マイメロディ13分）
- 映像特典 特報・予告編
- 初回限定特典 ｢シール｣
- 発売元：ウィーヴ、販売元：東宝

## テレビ放送
| 放送地域   | 放送局             | 放送期間     | 放送日時           | 放送系列       | 備考       |
| ---------- | ------------------ | ------------ | ------------------ | -------------- | ---------- |
| 関東広域圏 | テレビ東京         | 2014年1月4日 | 土曜 5:30 - 7:00   | テレビ東京系列 | キー局     |
| 大阪府     | テレビ大阪         | 2014年1月4日 | 土曜 5:30 - 7:00   | テレビ東京系列 | 同時ネット |
| 日本全域   | キッズステーション | 2014年5月3日 | 土曜 12:18 - 13:25 | CS放送         |            |